# Xu Hong
Xu Hong (chinois : 彭伟国) (né le 14 mai 1968 dans le Liaoning) est un joueur de football international chinois, qui évoluait au poste de défenseur, avant de devenir entraîneur.

## Biographie

### Carrière de joueur

#### Carrière en sélection
Avec l'équipe de Chine, il dispute 35 matchs (pour 2 buts inscrits) entre 1992 et 1998. Il figure notamment dans le groupe des sélectionnés lors des Coupes d'Asie des nations de 1992 et de 1996.

## Palmarès
| Dalian Wanda - Championnat de Chine (5) : - Champion : 1994, 1996, 1997, 1998 et 2000. |  | Dalian Sidelong - Championnat de Chine D3 (1) : - Champion : 2001. |